# NGC 7553
NGC 7553 este o galaxie situată în constelația Pegas. A fost descoperită în 2 noiembrie 1850 de către William Parsons, 3rd Earl of Rosse⁠(d). Se află la o distanță de 70,48 de megaparseci de Pământ.